# Micromorphus lithophilus
Micromorphus lithophilus är en tvåvingeart som beskrevs av Robinson 1967. Micromorphus lithophilus ingår i släktet Micromorphus och familjen styltflugor. Inga underarter finns listade i Catalogue of Life.